# Thư Phú
Thư Phú là một xã thuộc huyện Thường Tín, thành phố Hà Nội, Việt Nam.

## Địa lý
xã Thư Phú nằm ở phía đông huyện Thường Tín, có vị trí địa lý:
- Phía đông giáp xã Tự Nhiên
- Phía nam giáp xã Chương Dương
- Phía tây giáp xã Vân Tảo
- Phía bắc giáp xã Hồng Vân

## Hành chính
Xã Thư Phú được chia thành 3 thôn: Vĩnh Lộc, Thư Dương, Phú Mỹ.

## Kinh tế
Kinh tế của xã chủ yếu là nông nghiệp, trong đó việc trồng và phát triển cây hoa màu tương đối phát triển ở 2 thôn Vĩnh Lộc và Phú Mỹ.
Những năm gần đây, một số bộ phận kinh tế thuộc làng Vĩnh Lộc chuyển dần sang buôn bán, chủ yếu thu mua từ địa phương đem lên các chợ Hà Nội bán.
Bắt đầu từ năm 2006, khi có một vài doanh nghiệp nhỏ mở trên địa bàn xã, một số thanh niên trong độ tuổi lao động chuyển từ làm ruộng sang làm công nhân.
Trong 3 thôn thì Vĩnh Lộc được coi là phát triển nhất do nằm sát ngay đường tỉnh lộ 71.

## Giao thông
Xã có hệ thống giao thông tương đối đồng bộ trong đó có tỉnh lộ 71, nhờ có tỉnh lộ này nền kinh tế của xã có nhiều thay đổi đó là quá trình phát triển kinh tế tăng trưởng rất nhanh việc giao lưu kinh tế với các xã bên cạnh được đẩy nhanh, đời sống của nhân dân ngày càng phát triển.

## Di tích lịch sử
Cả ba thôn đều có những di tích được nhà nước xếp hạng di tích lịch sử.
Thôn Vĩnh Lộc (Thờ Thiên Cương Đại Vương)và Phú Mỹ có đình làng được xếp hạng di tích lịch sử quốc gia (Đình làng thôn Phú Mỹ được Bộ Văn hóa thông tin xếp hạng Di tích lịch sử, văn hóa và nghệ thuật năm 1987).
Thôn Thư Dương có di tích đình, chùa Thư Dương bị giặc Pháp tàn phá năm 1948. Năm 2017 Đình Thư Dương được Sở Văn hóa thông tin - Thể thao và Du lịch Hà Nội xếp hạng Di tích lịch sử.